# 長瀬博高
長瀬 博高（ながせ ひろたか）は、日本の男性声優。劇団ライフル所属。

## 後任
長瀬の降板・出演後、持ち役を受け継いだ役は以下の通り。
- 冨田真 - 「スクールランブル」吉田山次郎（一学期補習以降）

## 出演作品

### テレビアニメ
2002年
- テニスの王子様（桑原、バレー部員、銀華中部員3、二年生）
- ホイッスル!（高井真人）

2004年
- スクールランブル（吉田山次郎〈初代〉、おじさん、男A、男子生徒）

### ドラマCD
2004年
- やっぱり君を好きになる（伊藤）